# Puerto seco de Burgos

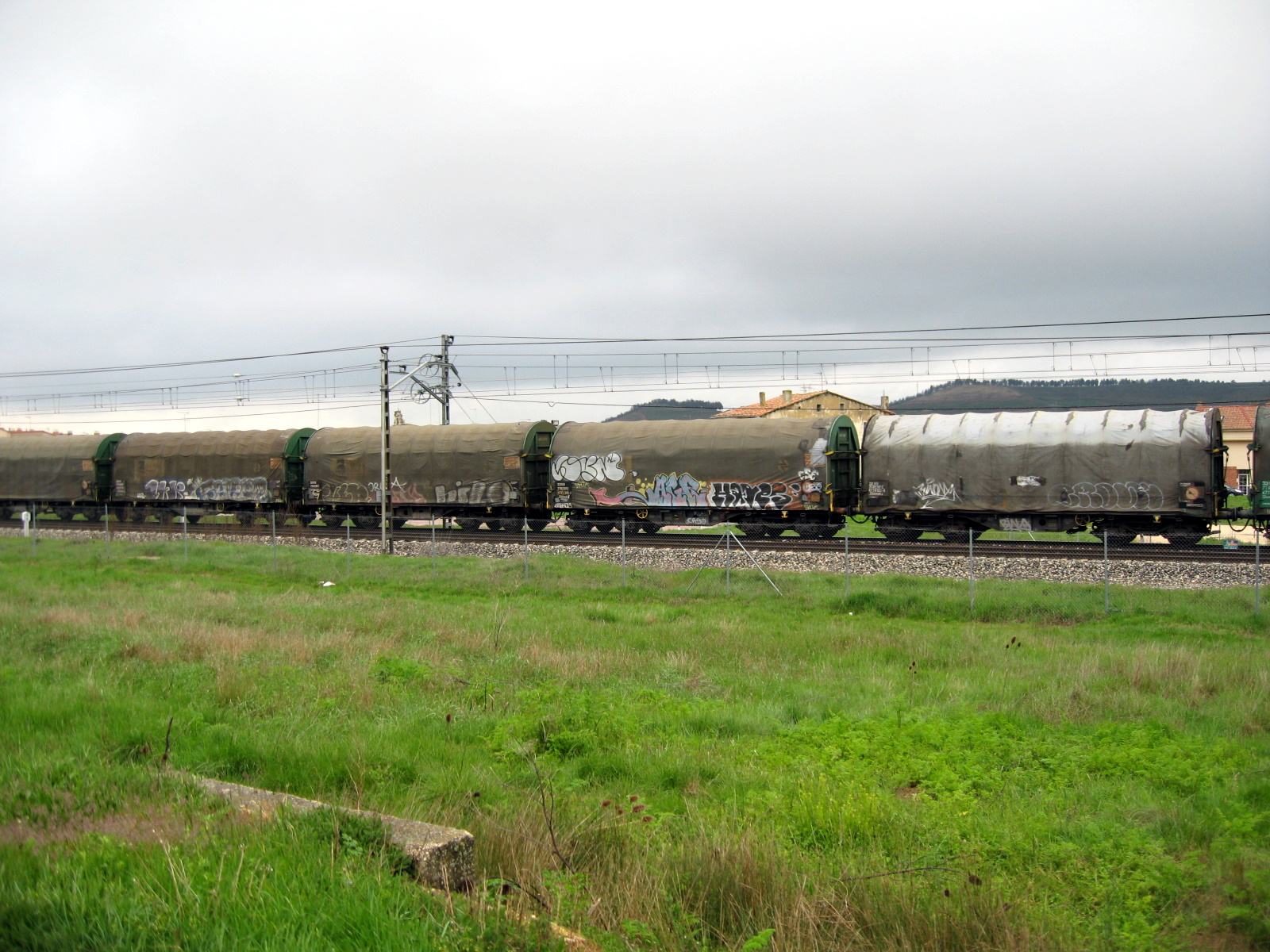
Vagones de mercancías en el complejo ferroviario de Villafría.

El Puerto seco de Burgos es un puerto seco situado en la ciudad española de Burgos. 

## Situación
El puerto se encuentra en el barrio de Villafría, muy cerca de la A-1. Dentro del mismo se encuentra la estación de Burgos-Villafría, de mercancías.

## Rutas de mercancías
Casi todos los tráficos van a La Ventilla o Villalonquejar, con las siguientes mercancías:
- Bobinas de acero, provenientes de Trasona o Santurce, el cliente es "Gonvarri".
- Ácido sulfúrico proveniente de Santurce, 2 trenes semanales, el cliente es Adisseo.
- Amoniaco, proveniente de Huelva, 3 trenes semanales, el cliente es Adisseo.
- Tiapentanal, procedente de Lyon, realiza cambio de ancho de ejes en las instalaciones de Transfesa en Irún, el cliente es Adisseo.
- Metionina con destino Santurce, con origen en la factoría de Adisseo.
- TECO, movimiento de contenedores con la terminal TCB del puerto Barcelona, va con carga en ambos sentidos, 3 trenes semanales (lunes, martes y miércoles).
- TECO, procedente de Bilbao con destino Madrid-Abroñigal y Azuqueca (Guadalajara), realiza intervención en el puerto seco.
- Cereal procedente de Transcaesa con destino León o Vilar Formoso, tráfico esporádico, solo circula en verano.

En 2011 entró en funcionamiento un tren semanal de una frecuencia por sentido entre Madrid y el Puerto de Bilbao que realiza escala e intervención en el puerto seco.